# ウォーレン郡 (ノースカロライナ州)
ウォーレン郡（ウォーレンぐん、英: Warren County）は、アメリカ合衆国ノースカロライナ州の中央部北に位置する郡である。2010年国勢調査での人口は20,972人であり、2000年の19,972人から5.0%増加した。郡庁所在地はウォーレントン町（人口862人）であり、同郡で人口最大の町はノーライナ町（人口1,118人）である。

## 歴史
ウォーレン郡は1779年にビュート郡（現在は廃郡）の北半分から設立された。郡名はマサチューセッツ湾植民地の医者で軍人だったジョセフ・ウォーレンに因んで名付けられた。ウォーレンはアメリカ独立戦争のバンカーヒルの戦いで戦死した。ウォーレン郡はタバコと綿花のプランテーションが発展し、奴隷の労働力を使って、南北戦争までかなりの富を生んだ。郡庁所在地のウォーレントンは商業の中心となり、1840年から1860年まで州内でも最大級に裕福な町となった。多くのプランテーション所有者が優美な家を建設した。
1881年、ウォーレン郡、フランクリン郡、グランビル郡のそれぞれ一部を合わせてバンス郡が設立された。19世紀終盤から20世紀初期、農業に依存し続けていたウォーレン郡の発展は鈍かった。多くの住人が働くために都市部に移動した。
20世紀後半、アメリカ合衆国住宅都市開発省の資金で開発された計画都市の1つ、ソウルシティが郡内にある。企業や産業を誘致することができず、計画していたほどの住宅もできていない。
1982年からPCB（ポリ塩化ビフェニル）の埋め立て地ができた。郡民はその場所から危険な汚染物を除去し、住民の健康を改善するために長い間環境正義を追求し続けてきた。その場所が安全なものになったのは2004年になってからだった。

## 郡政府
ウォーレン郡は5人の委員で構成される郡政委員会で統治されている。委員は5つに等分された選挙区から選ばれ、任期は4年間であり、2年毎に半数が改選されている。
1960年代に民主党が公民権立法を支持し、アフリカ系アメリカ人が憲法で保障される権利を取り戻し、彼らに利益となる計画を支持したので、民主党は黒人票の支持を得ている。さらに白人有権者にも民主党に投票する者がいる。ウォーレン郡は共和党候補者よりも民主党候補者を選ぶ傾向にある。2004年アメリカ合衆国大統領選挙では、民主党のジョン・ケリーに65%の票を与え、共和党のジョージ・W・ブッシュは35%に留まった。同年の州知事選挙では、民主党のマイク・イーズリーに74%が投票し、対する共和党のパトリック・J・バレンタインは25%しか取れなかった。
ノースカロライナ州議会下院と上院にも民主党員各1人を選んでいる。またアメリカ合衆国下院ではノースカロライナ州第1選挙区に属し、やはり民主党員を送り出している。
ウォーレン郡は、地域自治体の組織であるカー・タール地域自治体委員会のメンバーである。

## 地理
アメリカ合衆国国勢調査局に拠れば、郡域全面積は444平方マイル (1,149 km2)であり、このうち陸地429平方マイル (1,110 km2)、水域は15平方マイル (39 km2)で水域率は3.40%である。

### 主要高規格道路
- 州間高速道路85号線
- アメリカ国道1号線
- アメリカ国道158号線
- アメリカ国道401号線
- ノースカロライナ州道4号線
- ノースカロライナ州道43号線
- ノースカロライナ州道58号線
- ノースカロライナ州道903号線

### 隣接する郡
- ブランズウィック郡 (バージニア州) - 北北東
- ノーサンプトン郡 - 北東
- ハリファックス郡 - 東
- フランクリン郡 - 南
- バンス郡 - 西
- メクレンバーグ郡 (バージニア州) - 北北西

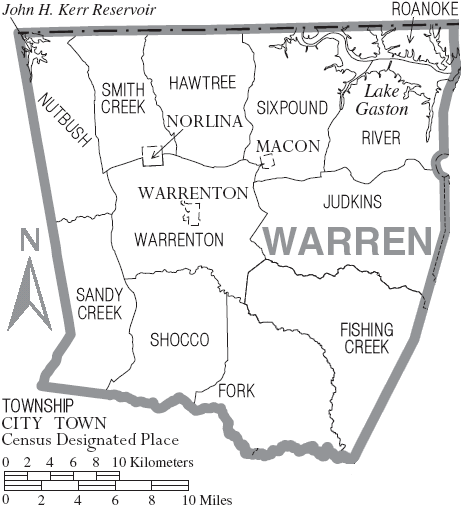
ウォーレン郡の自治体と郡区

## 人口動態
以下は2000年の国勢調査による人口統計データである。
| 基礎データ - 人口: 19,972人 - 世帯数: 7,708 世帯 - 家族数: 5,449 家族 - 人口密度: 18人/km2（47人/mi2） - 住居数: 10,548軒 - 住居密度: 10軒/km2（25軒/mi2） 人種別人口構成 - 白人: 38.90% - アフリカン・アメリカン: 54.49% - ネイティブ・アメリカン: 4.79% - アジア人: 0.13% - 太平洋諸島系: 0.03% - その他の人種: 0.79% - 混血: 0.88% - ヒスパニック・ラテン系: 1.59% | 年齢別人口構成 - 18歳未満: 23.5% - 18-24歳: 8.0% - 25-44歳: 26.3% - 45-64歳: 24.8% - 65歳以上: 17.4% - 年齢の中央値: 40歳 - 性比（女性100人あたり男性の人口） - 総人口: 96.6 - 18歳以上: 95.0 世帯と家族（対世帯数） - 18歳未満の子供がいる: 28.2% - 結婚・同居している夫婦: 49.2% - 未婚・離婚・死別女性が世帯主: 17.3% - 非家族世帯: 29.3% - 単身世帯: 26.2% - 65歳以上の老人1人暮らし: 12.2% - 平均構成人数 - 世帯: 2.48人 - 家族: 2.97人 | 収入と家計 - 収入の中央値 - 世帯: 28,351米ドル - 家族: 33,602米ドル - 性別 - 男性: 26,928米ドル - 女性: 20,787米ドル - 人口1人あたり収入: 14,716米ドル - 貧困線以下 - 対人口: 19.4% - 対家族数: 15.7% - 18歳未満: 24.9% - 65歳以上: 20.8% |

郡内には地域に深く根差した3人種混血孤立型民族の子孫であるハリワ・サポニ族が多く住んでいる。

## 都市と町
- [メイコン
- ノーライナ
- ウォーレントン - 郡庁所在地

### インディアン
- ハリワ・サポニ族

## 著名な出身者
- トマス・ブラッグ、ノースカロライナ州知事、アメリカ連合国の第2代司法長官、ウォーレン郡生まれ
- ブラクストン・ブラッグ、南軍の将軍、トマス・ブラッグの弟
- レイノルズ・プライス、小説家、代表作に『長く幸せな人生』